# Supercopa de Polonia
La Supercopa polaca de fútbol (en polaco: Superpuchar Polski) es una competición oficial de fútbol, organizada por la Asociación Polaca de Fútbol que se juega desde 1983 y enfrenta anualmente al campeón de la Ekstraklasa, máxima categoría del sistema de ligas del fútbol polaco, y al vencedor de la Copa de Polonia. Aunque su primera edición estaba prevista para 1980 y cuya final hubiera sido disputada entre el Legia de Varsovia y el Szombierki Bytom, el torneo no se celebró hasta tres años más tarde, imponiéndose el Lechia Gdańsk por encima del Lech Poznań.
El Lech Poznań y el Legia de Varsovia son los clubes más laureados, con seis títulos cada uno. Les siguen, con dos trofeos, el Amica Wronki, Lechia Gdańsk, Arka Gdynia, Śląsk Wrocław, GKS Katowice, Raków Częstochowa y Jagiellonia Białystok. Le siguen, con un único título, el Wisła Cracovia, Zagłębie Lubin Polonia Varsovia, Widzew Łódź, Górnik Zabrze, Zawisza Bydgoszcz, Wisła Płock y el KS Cracovia.

## Historial
Nota: Entre paréntesis, veces que ha sido campeón el club.
| Edición | Campeón                             | Resultado            | Subcampeón                   | Sede Final                                               | Nota(s)                                                                                                 |
| ------- | ----------------------------------- | -------------------- | ---------------------------- | -------------------------------------------------------- | --- |
| 1983    | (C) K. S. Lechia Gdańsk             | 1 - 0                | (L) K. K. S. Lech Poznań     | Estadio MOSiR, Gdańsk                                    | |
| 1984    | Edición no disputada                | Edición no disputada | Edición no disputada         | Edición no disputada                                     | Lech Poznań ganó el doblete                                                                             |
| 1985    | Edición no disputada                | Edición no disputada | Edición no disputada         | Edición no disputada                                     | Edición no organizada                                                                                   |
| 1986    | Edición no disputada                | Edición no disputada | Edición no disputada         | Edición no disputada                                     | Edición no organizada                                                                                   |
| 1987    | (C) W. K. S. Śląsk Wrocław          | 2 - 0                | (L) K. S. Górnik Zabrze      | Estadio Municipal, Białystok                             | |
| 1988    | (L) K. S. Górnik Zabrze (1)         | 2 - 1                | (C) K. K. S. Lech Poznań     | Estadio del XXV Aniversario de PRL, Piotrków Trybunalski | |
| 1989    | (C) Legia Varsovia S. A.            | 3 - 0                | (L) K. S. Ruch Chorzów       | Estadio OSiR, Zamość                                     | |
| 1990    | (L) K. K. S. Lech Poznań            | 3 - 1                | (C) Legia Varsovia S. A.     | Estadio Zdzisław Krzyszkowiak, Bydgoszcz                 | |
| 1991    | (C) G. K. S. Katowice               | 1 - 1 (3 - 2 pen.)   | (L) Zagłębie Lubin S. A.     | Estadio OSiR, Włocławek                                  | |
| 1992    | (L) K. K. S. Lech Poznań            | 4 - 2                | (C) M. K. S. Miedź Legnica   | Stadion Zagłębia Lubin, Lubin                            | |
| 1993    | Edición no disputada                | Edición no disputada | Edición no disputada         | Edición no disputada                                     | Edición no organizada por no concretar el campeón de la Ekstraklasa                                     |
| 1994    | (L) Legia Varsovia S. A.            | 6 - 4                | (C) Ł. K. S. Łódź            | Estadio Kazimierz Górski, Płock                          | |
| 1995    | (S) G. K. S. Katowice (2)           | 1 - 0                | (D) Legia Varsovia S. A.     | Estadio Stal Rzeszów, Rzeszów                            | Legia de Varsovia ganó el doblete, jugó contra el GKS Katowice, subcampeón de la Copa de Polonia        |
| 1996    | (L) R. T. S. Widzew Łódź (1)        | 0 - 0 (5 - 4 pen.)   | (C) K. S. Ruch Chorzów       | Estadio MOSiR, Wodzisław Śląski                          | |
| 1997    | (C) Legia Varsovia S. A.            | 2 - 1                | (L) R. T. S. Widzew Łódź     | Estadio del Ejército Polaco, Varsovia                    | |
| 1998    | (C) K. S. Amica Wronki              | 1 - 0                | (L) Ł. K. S. Łódź            | Estadio Dyskobolia, Grodzisk Wielkopolski                | |
| 1999    | (C) K. S. Amica Wronki (2)          | 1 - 0                | (L) Wisła Cracovia S. A.     | Estadio Municipal KSZO, Ostrowiec Świętokrzyski          | |
| 2000    | (L) K. S. Polonia Varsovia (1)      | 4 - 2                | (C) K. S. Amica Wronki       | Estadio Kazimierz Górski, Płock                          | |
| 2001    | (L) Wisła Cracovia S. A. (1)        | 4 - 3                | (C) K. S. Polonia Varsovia   | Estadio Municipal, Starachowice                          | |
| 2002    | Edición no disputada                | Edición no disputada | Edición no disputada         | Edición no disputada                                     | Edición no organizada por problemas económicos                                                          |
| 2003    | Edición no disputada                | Edición no disputada | Edición no disputada         | Edición no disputada                                     | Wisła Cracovia ganó el doblete                                                                          |
| 2004    | (C) K. K. S. Lech Poznań            | 2 - 2 (4 - 1 pen.)   | (L) Wisła Cracovia S. A.     | Estadio Municipal, Poznań                                | |
| 2005    | Edición no disputada                | Edición no disputada | Edición no disputada         | Edición no disputada                                     | Edición no organizada                                                                                   |
| 2006    | (C) Wisła Płock S. A. (1)           | 2 - 1                | (L) Legia Varsovia S. A.     | Estadio del Ejército Polaco, Varsovia                    | |
| 2007    | (L) Zagłębie Lubin S. A. (1)        | 1 - 0                | (S) G. K. S. Bełchatów       | Stadion Zagłębia Lubin, Lubin                            | Dyskobolia Grodzisk Wielkopolski fue reemplazado por el GKS Bełchatów, subcampeón de la Copa de Polonia |
| 2008    | (C) Legia Varsovia S. A.            | 2 - 1                | (L) Wisła Cracovia S. A.     | Estadio Municipal KSZO, Ostrowiec Świętokrzyski          | |
| 2009    | (C) K. K. S. Lech Poznań            | 1 - 1 (4 - 3 pen.)   | (L) Wisła Cracovia S. A.     | Dialog Arena, Lubin                                      | |
| 2010    | (C) Jagiellonia Białystok S. A.     | 1 - 0                | (L) K. K. S. Lech Poznań     | Estadio Kazimierz Górski, Płock                          | |
| 2011    | Edición no disputada                | Edición no disputada | Edición no disputada         | Edición no disputada                                     | Edición no organizada                                                                                   |
| 2012    | (L) W. K. S. Śląsk Wrocław (2)      | 1 - 1 (4 - 2 pen.)   | (C) Legia Varsovia S. A. (C) | Estadio del Ejército Polaco, Varsovia                    | |
| 2013    | Edición no disputada                | Edición no disputada | Edición no disputada         | Edición no disputada                                     | Legia de Varsovia ganó el doblete                                                                       |
| 2014    | (C) S. P. Zawisza Bydgoszcz (1)     | 3 - 2                | (L) Legia Varsovia S. A.     | Estadio del Ejército Polaco, Varsovia                    | |
| 2015    | (L) K. K. S. Lech Poznań            | 3 - 1                | (C) Legia Varsovia S. A.     | Estadio Municipal, Poznań                                | |
| 2016    | (C) K. K. S. Lech Poznań (6)        | 4 - 1                | (L) Legia Varsovia S. A.     | Estadio del Ejército Polaco, Varsovia                    | Récord de títulos                                                                                       |
| 2017    | (C) K. S. Arka Gdynia               | 1 - 1 (4 - 3 pen.)   | (L) Legia Varsovia S. A.     | Estadio del Ejército Polaco, Varsovia                    | |
| 2018    | (C) K. S. Arka Gdynia (2)           | 3 - 2                | (L) Legia Varsovia S. A.     | Estadio del Ejército Polaco, Varsovia                    | |
| 2019    | (C) K. S. Lechia Gdańsk (2)         | 3 - 1                | (L) G. K. S. Piast Gliwice   | Estadio Municipal, Gliwice                               | |
| 2020    | (C) K. S. Cracovia (1)              | 0 - 0 (5 - 4 pen.)   | (L) Legia Varsovia S. A.     | Estadio del Ejército Polaco, Varsovia                    | Edición atrasada por la pandemia de COVID-19                                                            |
| 2021    | (C) Raków Częstochowa               | 1 - 1 (4 - 3 pen.)   | (L) Legia Varsovia S. A.     | Estadio del Ejército Polaco, Varsovia                    | |
| 2022    | (C) Raków Częstochowa (2)           | 2 - 0                | (L) K. K. S. Lech Poznań     | Estadio Municipal, Poznań                                | |
| 2023    | (C) Legia Varsovia S. A. (5)        | 0 - 0 (6 - 5 pen.)   | (L) Raków Częstochowa        | Estadio Municipal, Częstochowa                           | |
| 2024    | (L) Jagiellonia Białystok S. A. (2) | 1 - 0                | (C) Wisła Cracovia S. A.     | Estadio Nacional, Varsovia                               | |
| 2025    | (C) Legia Varsovia S. A. (6)        | 2 - 1                | (L) K. K. S. Lech Poznań     | Estadio Municipal, Poznań                                | Récord de títulos                                                                                       |

Leyenda: (L) = Accede como campeón de Liga; (C) = Accede como campeón de Copa; (D) = Accede como campeón de Liga y Copa, accediendo su rival como (S) subcampeón de Copa
Nota: pró. = Prórroga; pen. = Penaltis.

### Palmarés
| Club                  | Títulos | Subcamp. | Años de los campeonatos            |
| --------------------- | ------- | -------- | ---------------------------------- |
| Legia Varsovia        | 6       | 11       | 1989, 1994, 1997, 2008, 2023, 2025 |
| Lech Poznań           | 6       | 5        | 1990, 1992, 2004, 2009, 2015, 2016 |
| Raków Częstochowa     | 2       | 1        | 2021, 2022                         |
| Amica Wronki          | 2       | 1        | 1998, 1999                         |
| Jagiellonia Białystok | 2       | -        | 2010, 2024                         |
| Lechia Gdańsk         | 2       | -        | 1983, 2019                         |
| Arka Gdynia           | 2       | -        | 2017, 2018                         |
| Śląsk Wrocław         | 2       | -        | 1987, 2012                         |
| GKS Katowice          | 2       | -        | 1991, 1995                         |
| Wisła Cracovia        | 1       | 5        | 2001                               |
| Zagłębie Lubin        | 1       | 1        | 2007                               |
| Polonia Varsovia      | 1       | 1        | 2000                               |
| Widzew Łódź           | 1       | 1        | 1996                               |
| Górnik Zabrze         | 1       | 1        | 1988                               |
| KS Cracovia           | 1       | -        | 2020                               |
| Zawisza Bydgoszcz     | 1       | -        | 2014                               |
| Wisła Płock           | 1       | -        | 2006                               |
| ŁKS Łódź              | -       | 2        |                                    |
| Ruch Chorzów          | -       | 2        |                                    |
| Piast Gliwice         | -       | 1        |                                    |
| GKS Bełchatów         | -       | 1        |                                    |
| Miedź Legnica         | -       | 1        |                                    |